# Tomosvaryella turgayica
Tomosvaryella turgayica är en tvåvingeart som beskrevs av Kuznetzov 1994. Tomosvaryella turgayica ingår i släktet Tomosvaryella och familjen ögonflugor.
Artens utbredningsområde är Kazakstan. Inga underarter finns listade i Catalogue of Life.